# Ligne de tramway J (Lille)
Pour les articles homonymes, voir Ligne J.
La ligne J est une ancienne ligne du tramway de Lille.

## Histoire
La ligne J ouverte en traction hippomobile en 1879 reliait la gare de Lille à Marcq-en-Baroeul par les rues des Buisses, du Lombard, des Jardins, Saint-Jacques, la place aux Bleuets, la porte de Gand, la grande rue à La Madeleine (actuelle rue du Général-de-Gaulle). Son parcours au départ de la place de la gare par la rue des Buisses et la rue du Lombard était commun avec celui de la ligne F. Elle est convertie en traction à vapeur en 1888 et prolongée en 1889 jusqu'à Tourcoing réservoir de la Lys par Mouvaux et la gare des Francs, son terminus étant reporté à la gare des Francs en 1898.  Elle est électrifiée en 1902 jusqu'à La Madeleine, en 1903 jusqu'à Tourcoing. Sa tête de ligne est reportée place de Tourcoing (Maréchal Leclerc) à Lille, par la rue de Gand, la place Saint-Martin (Louise de Bettignies), la place du Lion d'Or, les rues des Chats-Bossus, Basse, Thiers, de Tenremonde, de l'Orphéon (Maréchal de-Lattre-de-Tassigny), la place de Strasbourg et la rue Nationale. 
Son terminus nord est ramené au dépôt de Marcq en 1929 puis place de Marcq en 1938.
Sa tête de ligne est ramenée Grand-Place en 1954.
La ligne est supprimée le 31 juillet 1963 et remplacée par une nouvelle ligne d'autobus sous l'indice 4.